# Portada/article abril 7
Tot i ser més petit que altres dromeosàurids com Deinonychus o Achillobator, aquest dinosaure de la mida d'un gall dindi compartia molts trets anatòmics amb ells. Era un carnívor bípede i emplomallat, amb una cua rígida i llarga, i una gran urpa en forma de falç a cada pota posterior, que es creu que era utilitzada per matar les seves preses.

## Velociraptor
Velociraptor és un gènere de dinosaure teròpode dromeosàurid que existí, aproximadament, entre fa 83 i 70 milions d'anys, durant el Cretaci superior. Actualment només se'n reconeixen dues espècies, tot i que se n'hi assignaren altres en el passat. L'espècie tipus és Velociraptor mongoliensis; se n'han trobat fòssils a Mongòlia Interior i Exterior, al centre d'Àsia. Una segona espècie, Velociraptor osmolskae, fou descrita el 2008 a partir de material cranial trobat a la Mongòlia Interior.
Tot i ser més petit que altres dromeosàurids com Deinonychus o Achillobator, aquest dinosaure de la mida d'un gall dindi compartia molts trets anatòmics amb ells. Era un carnívor bípede i emplomallat, amb una cua rígida i llarga, i una gran urpa en forma de falç a cada pota posterior, que es creu que era utilitzada per matar les seves preses.
Velociraptor, a vegades abreujat a "raptor", és un dels gèneres de dinosaure més familiars al gran públic a causa del seu paper prominent a la saga de pel·lícules de dinosaures Parc Juràssic.